# Nicolò Cattaneo
Pour les articles homonymes, voir Cattaneo.
Nicolò Cattaneo Della Volta, né le 18 juillet 1679 à Gênes et mort le 5 juillet 1751 dans la même ville, fut le 153e doge de Gênes du 7 février 1736 au 7 février 1738, ainsi que roi de Corse du 7 février 1736 au 13 avril 1736.
Fils du doge Giovanni Battista Cattaneo, il est élu à son tour à la tête de la république de Gênes en 1736. Son dogat est inévitablement dominé par la crise corse qui, deux mois seulement après son intronisation comme doge, perturbe la stratégie génoise lorsque Théodore de Neuhoff débarque sur l'île et instaure un royaume indépendant, se détachant ainsi des génois.
Neuhoff déclare une guerre totale à Cattaneo et à la république de Gênes, tout en s'assurant de la possession des ports d’Aléria et de Porto Vecchio, en ordonnant également le siège de deux principales places génoises, Bastia et San Pellegrino, et marche en personne sur la Balagne. Mais après de premiers succès, la campagne s’enlise dans le siège de Calenzana et tourne à l'avantage des génois. Cet échec permit aux insurgés d'organiser une cabale qui provoque la dislocation progressive du régime. Malgré l’échec des velléités de contre-offensive génoise et l'accueil de ses partisans du sud de l’île, Neuhoff est contraint de partir à la recherche des moyens financiers et militaires nécessaires au rétablissement de son autorité. Ce qu’il fit le 10 novembre 1736, où il s'embarqua à Solenzara après avoir confié le pouvoir à un conseil de Régence.
Inquiet du risque de voir une Corse indépendante établir des accords militaires et commerciaux avec des puissances rivales à proximité des côtes de France, Louis XV s'emploie à ce que la Corse demeure génoise, et que le doge Cattaneo récupère son titre de roi. Mettant à profit la maladresse du Complot de la Retirade, par lequel l'empereur Charles VI avait entrepris de réunir la couronne de Corse à la Toscane revenue à son beau-fils, le duc François de Lorraine, le cardinal de Fleury obtient l’adhésion de l’Empereur au principe d’une intervention française. L’accord est signé le 12 juillet 1737 et les troupes françaises commandées par le comte de Boissieux débarquent le 6 février 1738, soit un jour avant la fin du mandat de Cattaneo, qui n'assiste pas à la défaite des partisans de Théodore de Neuhoff, qui a lieu en novembre 1740. Il décède treize ans après la fin de son dogat, en 1751 à Gênes.

## Famille et premières années

Blason de la famille Cattaneo.

Fils aîné de l'ancien doge Giovanni Battista Cattaneo et de Maddalena Gentile, Nicolò est né à Gênes le 18 juillet 1679, et fut baptisé dans l'église de San Torpete, dans le centre historique de Gênes. Inscrit dans le Livre d'or de la noblesse de la ville à partir du 25 août 1701, à l'âge de vingt-sept ans, Nicolò fut d'abord employé dans la fonction publique comme auditeur des livres criminels. À l'âge de 30 ans, en 1709, il est parmi les plus jeunes protecteurs de l'hôpital de Pammatone.
Après cette affectation, le nom du noble Cattaneo Della Volta n'apparaît plus dans les différents « manuels du Sénat » de la république de Gênes et dans les positions hypothétiques quasi inexistantes ou inconnues qu'il a pu assumer : il est fort probable qu'il ait été envoyé dans un tribunal italien ou européen, sinon à une agrégation dans quelque département militaire ou naval.

## Début de carrière
Ce n'est qu'en 1722 que le nom de Nicolò Cattaneo Della Volta réapparaît en tant que doyen du magistrat de la soie et, en même temps, parmi les employés des archives secrètes. Député aux frontières en 1723, trois ans plus tard, il est nommé commissaire de la forteresse Priamar de Savone, poste auquel il renonce en raison de l'augmentation de l'instabilité sur le territoire ligure occidental en raison des nouveaux désaccords avec le duché de Savoie de Victor-Amédée II, sur la propriété du Marquisat de Finale. Restant à Gênes, Nicolò a sauté aux nouvelles pour avoir annulé deux réceptions importantes, au cours de 1729, plutôt que de céder aux demandes du maître de cérémonie de la duchesse de Modène, Charlotte-Aglaé d'Orléans, cousine de Louis XV.
Dans la période comprise entre 1731 et 1736, Nicolò Cattaneo se voit confier l'exercice de diverses fonctions publiques : employé du magistrat pour l'approvisionnement des navires, du magistrat pour la garde des Frontières, syndicateur suprême et gouverneur de la République.

## Le dogat (1736-1738)

### Élection
Le 7 février 1736, Cattaneo quitte tous les postes à la suite de son élection comme nouveau doge de Gênes : devenant le cent cinquante-troisième de l'histoire de la République. En tant que doge, il est également investi du titre de roi de Corse.

### La perte de la Corse

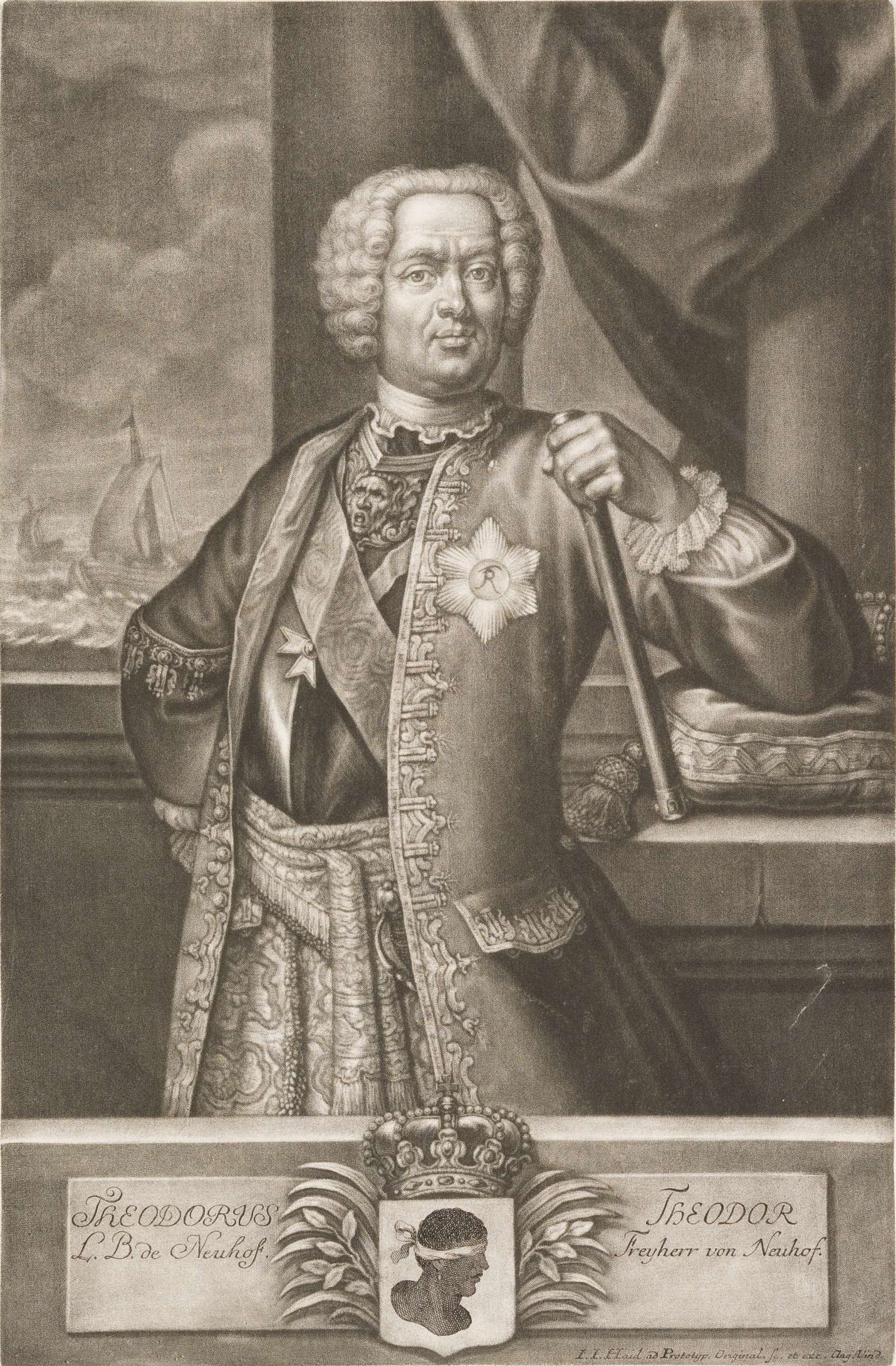
Portrait du roi Théodore Ier, mezzotinte de Johann Jakob Haid, vers 1740.

Le 12 mars 1736, des navires accostent à Aléria. La flotte est menée par Théodore de Neuhoff, un militaire et  aventurier originaire de Westphalie sensibilisé aux problèmes que connaît l'île. Il rencontre en Italie les chefs des insurgés et réussit à les convaincre qu'il dispose d'appuis pour aider la Corse dans sa quête d'indépendance. Un mois plus tard, le 15 avril 1736, il est élu roi de Corse au couvent d'Alesani par les partisans corses sous le nom de Théodore Ier. Cattaneo perd alors son titre de roi au détriment de cet aventurier. C'est le début de l'éphémère Royaume de Corse. Une Constitution est adoptée, un gouvernement de trois membres institué avec Luigi Giafferi, Hyacinthe Paoli et Sébastien Costa. Théodore décide de créer une monnaie nationale et même une décoration qu'il intitule l'Ordre de la Délivrance. Théodore cherche à prendre toutes les places fortes côtières, mais il n'y parvient pas. Les appuis qu'il avait promis sont inexistants et les insurgés manquent toujours de troupes. Pire, ils n'ont aucune artillerie pour appuyer leurs offensives. Sept mois plus tard, Théodore quitte l'île depuis Solenzara avec Costa pour Livourne en quête d'appuis. À deux reprises, Théodore tente de revenir sur l'île, en 1738 puis en 1743, à chaque fois sans succès. Après le départ précipité de Théodore, les insurgés proposent un armistice à Gênes, qui le refuse. La Sérénissime République compte bien reprendre la main sur l'île. Cependant, elle ne peut compter que sur le soutien des villes côtières, dont la majorité des habitants sont d'origine ligure. Ces habitants prennent spontanément le parti de Gênes et n'ont que du mépris pour les paysans (paisani en corse). La situation n'est favorable que dans le Deçà des Monts, tandis que le Delà des Monts a toujours été résolument hostile à Gênes. Les insurgés bénéficient de l'appui des Corses habitant en dehors de l'île, qui permettent notamment de ravitailler et de fournir des armes. En 1737, Gênes ne sait plus comment mâter la révolte. Depuis plusieurs années, le royaume de France manifestait beaucoup d'intérêt pour l'île. L'ambassadeur français à Gênes Jacques de Campredon applique à la lettre la dépêche du 26 avril 1735 du ministre Chauvelin. Gênes finit par accepter l'aide du royaume de France, et l'ambassadeur parvient même à obtenir le soutien de l'empereur Charles VI. Le 10 novembre 1737, une convention est négociée entre Gênes et la France. En échange du versement de 700 000 livres, les Français s'engagent à envoyer un corps expéditionnaire de 3 000 hommes, celui-ci pouvant être porté jusqu'à 8 000. Gênes sort perdante des négociations, confiant le règlement de la rébellion à la France et à l'Autriche. La ratification de la convention marquait le début de la fin de la domination génoise sur l'île.

### Diplomatie et fin de règne
L'évolution de ce qui était encore considéré comme une colonie génoise amena le Sénat de Gênes à demander d'énormes emprunts à la Banque de San Giorgio pour l'embauche de trois régiments de milice suisse et, par la suite, d'autant de garnisons françaises après l'envoi à Paris par l'ambassadeur Gian Francesco Brignole Sale. L'intervention de soldats d'outre-Alpes, ainsi que de troupes génoises et suisses, a provoqué la chute du roi Théodore, huit mois après sa proclamation.
À la fin de son règne de deux ans, le 7 février 1738, Cattaneo assume la fonction de député de la fiscalité de Gênes, et la même année, un impôt direct extraordinaire de 1% fut voté sur les avoirs dépassant 6 000 lires génoises pour faire face à la grave crise financière.

## Fin de vie et descendance
Après son dogat, Cattaneo exerce diverses fonctions publiques : doyen du magistrat de la Guerre (1739 ; 1742), doyen du magistrat de l'Abondance (de 1740 à 1741 ; 1743), inquisiteur d'État en 1746 et de nouveau doyen du magistrat de Guerre en 1747 pendant la guerre de Succession d'Autriche ; la dernière mission à laquelle il participe est celle de médiateur dans les affaires gouvernementales et la gestion de la banque génoise, en 1749.
Il meurt à Gênes le 5 juillet 1751, et est inhumé dans la même ville, dans l'église San Domenico.
Marié avec Livia Grimaldi, il est le père de deux fils : Giovan Battista et Giacomo.